# Асертивність
Асерт́ивність (англ. assertiveness) — здатність людини відстоювати свою точку зору, не порушуючи моральних прав іншої людини. Це здатність оптимально реагувати на критику та вміння рішуче говорити собі та іншим «ні», якщо цього вимагають обставини. Асертивність дозволяє зробити свою поведінку гнучкою та дивергентною.
Існує ще таке визначення для терміна асертивність — це поведінка, що поєднує внутрішню силу та ввічливість у стосунках з іншими людьми. Це здатність у ситуації зовнішнього тиску коректно відстоювати свої інтереси та свою лінію поведінки, спокійно казати «ні» тому, що вас не влаштовує та продовжувати в соціально прийнятній формі ефективно наполягати на своїх правах.